# Cnesmone philippinensis
Cnesmone philippinensis är en törelväxtart som först beskrevs av Elmer Drew Merrill, och fick sitt nu gällande namn av Airy Shaw. Cnesmone philippinensis ingår i släktet Cnesmone och familjen törelväxter.
Artens utbredningsområde är Filippinerna. Inga underarter finns listade i Catalogue of Life.